# Джонатан Линдсет
Джонатан Линдсет (на норвежки: Jonathan Lindseth) е норвежски футболист, атакуващ полузащитник, състезател от 2025 г. на „Маниса“.

## Кариера
На 25 юли 2022 година подписва с ЦСКА, като договорът му влиза в сила след 31 юли 2022 г.
През лятото на 2025 г. договорът му с ЦСКА изтича, след което подписва с „Маниса“ (Турция).